# Искија (Фођа)
Искија (итал. Ischia) је насеље у Италији у округу Фођа, региону Апулија.
Према процени из 2011. у насељу је живело 23 становника. Насеље се налази на надморској висини од 427 м.